# Balassi Bálint
Báró gyarmati és kékkői Balassi Bálint (eredetileg Balassa vagy Balássa, Balázsa; Zólyom, 1554. október 20. – Esztergom–Szentkirály, 1594. május 30.) magyar költő, törökverő nemes.
A magyarországi reneszánsz második korszakának nagy alakja. A magyar nyelvű költészet első kiemelkedő művelője, a magyar irodalom első klasszikusa.

## Élete
Apja gyarmati Balassa János (Balassa Menyhért báró és Balassa Imre erdélyi vajda testvére), aki ekkor a zólyomi vár főkapitánya; anyja Lekcsei Sulyok Anna (fl. 1573). Az anyai nagyszülei szülei lecskei Sulyok Balázs (fl. 1521–1542), királyi főkamarás, földbirtokos és gersei Pethő Erzsébet voltak. Balassa Jánosné Sulyok Anna Dobó István és Bocskai György sógornője. A Balassa család a Sulyok família révén a kor nevezetes személyeivel került rokonságba: Sulyok Sára az egri hősnek, Dobó Istvánnak volt a felesége; Sulyok Krisztina pedig a majdani fejedelemnek, Bocskai Istvánnak adott életet. Felmenői között apai nagyanyja Perényi Orsolya, Perényi István leánya, Perényi Péter koronaőr és erdélyi vajda nagynénje.
A költő szülei 1553 tavaszán kötöttek házasságot. Bálintnak 1563-ban egy öccse is született, Ferenc.

### Rokonsága és családfája
| Balassa Ferenc    | Balassa Ferenc    | Balassa Ferenc    | Balassa Ferenc    | Balassa Ferenc    | Balassa Ferenc    |  |  | Perényi Orsolya   | Perényi Orsolya   | Perényi Orsolya   | Perényi Orsolya   | Perényi Orsolya   | Perényi Orsolya   |  |  |                |                |                |                |                |                |  |  |                  |                  |                  |                  |                  |                  |  |  |                |                |                |                |                |                |  |  |                |                |                |                |                |                |  |  |               |               |               |               |               |               |  |  | Sulyok Balázs          | Sulyok Balázs          | Sulyok Balázs          | Sulyok Balázs          | Sulyok Balázs          | Sulyok Balázs          |  |  |                   |                   |                   |                   |                   |                   |  |  |                  |                  |                  |                  |                  |                  |  |  |                 |                 |                 |                 |                 |                 |  |  |  |  |  |  |  |  |  |  |  |  |  |  |  |  |  |  |  |  |  |  |  |  |  |  |  |  |  |  |  |  |  |  |
| Balassa Ferenc    | Balassa Ferenc    | Balassa Ferenc    | Balassa Ferenc    | Balassa Ferenc    | Balassa Ferenc    |  |  | Perényi Orsolya   | Perényi Orsolya   | Perényi Orsolya   | Perényi Orsolya   | Perényi Orsolya   | Perényi Orsolya   |  |  |                |                |                |                |                |                |  |  |                  |                  |                  |                  |                  |                  |  |  |                |                |                |                |                |                |  |  |                |                |                |                |                |                |  |  |               |               |               |               |               |               |  |  | Sulyok Balázs          | Sulyok Balázs          | Sulyok Balázs          | Sulyok Balázs          | Sulyok Balázs          | Sulyok Balázs          |  |  |                   |                   |                   |                   |                   |                   |  |  |                  |                  |                  |                  |                  |                  |  |  |                 |                 |                 |                 |                 |                 |  |  |  |  |  |  |  |  |  |  |  |  |  |  |  |  |  |  |  |  |  |  |  |  |  |  |  |  |  |  |  |  |  |  |
|                   |                   |                   |                   |                   |                   |  |  |                   |                   |                   |                   |                   |                   |  |  |                |                |                |                |                |                |  |  |                  |                  |                  |                  |                  |                  |  |  |                |                |                |                |                |                |  |  |                |                |                |                |                |                |  |  |               |               |               |               |               |               |  |  |                        |                        |                        |                        |                        |                        |  |  |                   |                   |                   |                   |                   |                   |  |  |                  |                  |                  |                  |                  |                  |  |  |                 |                 |                 |                 |                 |                 |  |  |  |  |  |  |  |  |  |  |  |  |  |  |  |  |  |  |  |  |  |  |  |  |  |  |  |  |  |  |  |  |  |  |
|                   |                   |                   |                   |                   |                   |  |  |                   |                   |                   |                   |                   |                   |  |  |                |                |                |                |                |                |  |  |                  |                  |                  |                  |                  |                  |  |  |                |                |                |                |                |                |  |  |                |                |                |                |                |                |  |  |               |               |               |               |               |               |  |  |                        |                        |                        |                        |                        |                        |  |  |                   |                   |                   |                   |                   |                   |  |  |                  |                  |                  |                  |                  |                  |  |  |                 |                 |                 |                 |                 |                 |  |  |  |  |  |  |  |  |  |  |  |  |  |  |  |  |  |  |  |  |  |  |  |  |  |  |  |  |  |  |  |  |  |  |
| Balassa Imre      | Balassa Imre      | Balassa Imre      | Balassa Imre      | Balassa Imre      | Balassa Imre      |  |  | Balassa Menyhért  | Balassa Menyhért  | Balassa Menyhért  | Balassa Menyhért  | Balassa Menyhért  | Balassa Menyhért  |  |  | Thurzó Anna    | Thurzó Anna    | Thurzó Anna    | Thurzó Anna    | Thurzó Anna    | Thurzó Anna    |  |  | Balassa Zsigmond | Balassa Zsigmond | Balassa Zsigmond | Balassa Zsigmond | Balassa Zsigmond | Balassa Zsigmond |  |  | Balassa János  | Balassa János  | Balassa János  | Balassa János  | Balassa János  | Balassa János  |  |  | Sulyok Anna    | Sulyok Anna    | Sulyok Anna    | Sulyok Anna    | Sulyok Anna    | Sulyok Anna    |  |  | Sulyok Sára   | Sulyok Sára   | Sulyok Sára   | Sulyok Sára   | Sulyok Sára   | Sulyok Sára   |  |  | Dobó István            | Dobó István            | Dobó István            | Dobó István            | Dobó István            | Dobó István            |  |  | Sulyok Krisztina  | Sulyok Krisztina  | Sulyok Krisztina  | Sulyok Krisztina  | Sulyok Krisztina  | Sulyok Krisztina  |  |  | Bocskai György   | Bocskai György   | Bocskai György   | Bocskai György   | Bocskai György   | Bocskai György   |  |  |                 |                 |                 |                 |                 |                 |  |  |  |  |  |  |  |  |  |  |  |  |  |  |  |  |  |  |  |  |  |  |  |  |  |  |  |  |  |  |  |  |  |  |
| Balassa Imre      | Balassa Imre      | Balassa Imre      | Balassa Imre      | Balassa Imre      | Balassa Imre      |  |  | Balassa Menyhért  | Balassa Menyhért  | Balassa Menyhért  | Balassa Menyhért  | Balassa Menyhért  | Balassa Menyhért  |  |  | Thurzó Anna    | Thurzó Anna    | Thurzó Anna    | Thurzó Anna    | Thurzó Anna    | Thurzó Anna    |  |  | Balassa Zsigmond | Balassa Zsigmond | Balassa Zsigmond | Balassa Zsigmond | Balassa Zsigmond | Balassa Zsigmond |  |  | Balassa János  | Balassa János  | Balassa János  | Balassa János  | Balassa János  | Balassa János  |  |  | Sulyok Anna    | Sulyok Anna    | Sulyok Anna    | Sulyok Anna    | Sulyok Anna    | Sulyok Anna    |  |  | Sulyok Sára   | Sulyok Sára   | Sulyok Sára   | Sulyok Sára   | Sulyok Sára   | Sulyok Sára   |  |  | Dobó István            | Dobó István            | Dobó István            | Dobó István            | Dobó István            | Dobó István            |  |  | Sulyok Krisztina  | Sulyok Krisztina  | Sulyok Krisztina  | Sulyok Krisztina  | Sulyok Krisztina  | Sulyok Krisztina  |  |  | Bocskai György   | Bocskai György   | Bocskai György   | Bocskai György   | Bocskai György   | Bocskai György   |  |  |                 |                 |                 |                 |                 |                 |  |  |  |  |  |  |  |  |  |  |  |  |  |  |  |  |  |  |  |  |  |  |  |  |  |  |  |  |  |  |  |  |  |  |
|                   |                   |                   |                   |                   |                   |  |  |                   |                   |                   |                   |                   |                   |  |  |                |                |                |                |                |                |  |  |                  |                  |                  |                  |                  |                  |  |  |                |                |                |                |                |                |  |  |                |                |                |                |                |                |  |  |               |               |               |               |               |               |  |  |                        |                        |                        |                        |                        |                        |  |  |                   |                   |                   |                   |                   |                   |  |  |                  |                  |                  |                  |                  |                  |  |  |                 |                 |                 |                 |                 |                 |  |  |  |  |  |  |  |  |  |  |  |  |  |  |  |  |  |  |  |  |  |  |  |  |  |  |  |  |  |  |  |  |  |  |
|                   |                   |                   |                   |                   |                   |  |  |                   |                   |                   |                   |                   |                   |  |  |                |                |                |                |                |                |  |  |                  |                  |                  |                  |                  |                  |  |  |                |                |                |                |                |                |  |  |                |                |                |                |                |                |  |  |               |               |               |               |               |               |  |  |                        |                        |                        |                        |                        |                        |  |  |                   |                   |                   |                   |                   |                   |  |  |                  |                  |                  |                  |                  |                  |  |  |                 |                 |                 |                 |                 |                 |  |  |  |  |  |  |  |  |  |  |  |  |  |  |  |  |  |  |  |  |  |  |  |  |  |  |  |  |  |  |  |  |  |  |
|                   |                   |                   |                   |                   |                   |  |  | Balassa Boldizsár | Balassa Boldizsár | Balassa Boldizsár | Balassa Boldizsár | Balassa Boldizsár | Balassa Boldizsár |  |  | Balassa István | Balassa István | Balassa István | Balassa István | Balassa István | Balassa István |  |  |                  |                  |                  |                  |                  |                  |  |  | Balassi Bálint | Balassi Bálint | Balassi Bálint | Balassi Bálint | Balassi Bálint | Balassi Bálint |  |  | Balassi Ferenc | Balassi Ferenc | Balassi Ferenc | Balassi Ferenc | Balassi Ferenc | Balassi Ferenc |  |  | Dobó Damján   | Dobó Damján   | Dobó Damján   | Dobó Damján   | Dobó Damján   | Dobó Damján   |  |  | Dobó Ferenc            | Dobó Ferenc            | Dobó Ferenc            | Dobó Ferenc            | Dobó Ferenc            | Dobó Ferenc            |  |  | Dobó Krisztina    | Dobó Krisztina    | Dobó Krisztina    | Dobó Krisztina    | Dobó Krisztina    | Dobó Krisztina    |  |  |                  |                  |                  |                  |                  |                  |  |  |                 |                 |                 |                 |                 |                 |  |  |  |  |  |  |  |  |  |  |  |  |  |  |  |  |  |  |  |  |  |  |  |  |  |  |  |  |  |  |  |  |  |  |
|                   |                   |                   |                   |                   |                   |  |  | Balassa Boldizsár | Balassa Boldizsár | Balassa Boldizsár | Balassa Boldizsár | Balassa Boldizsár | Balassa Boldizsár |  |  | Balassa István | Balassa István | Balassa István | Balassa István | Balassa István | Balassa István |  |  |                  |                  |                  |                  |                  |                  |  |  | Balassi Bálint | Balassi Bálint | Balassi Bálint | Balassi Bálint | Balassi Bálint | Balassi Bálint |  |  | Balassi Ferenc | Balassi Ferenc | Balassi Ferenc | Balassi Ferenc | Balassi Ferenc | Balassi Ferenc |  |  | Dobó Damján   | Dobó Damján   | Dobó Damján   | Dobó Damján   | Dobó Damján   | Dobó Damján   |  |  | Dobó Ferenc            | Dobó Ferenc            | Dobó Ferenc            | Dobó Ferenc            | Dobó Ferenc            | Dobó Ferenc            |  |  | Dobó Krisztina    | Dobó Krisztina    | Dobó Krisztina    | Dobó Krisztina    | Dobó Krisztina    | Dobó Krisztina    |  |  |                  |                  |                  |                  |                  |                  |  |  |                 |                 |                 |                 |                 |                 |  |  |  |  |  |  |  |  |  |  |  |  |  |  |  |  |  |  |  |  |  |  |  |  |  |  |  |  |  |  |  |  |  |  |
|                   |                   |                   |                   |                   |                   |  |  |                   |                   |                   |                   |                   |                   |  |  |                |                |                |                |                |                |  |  |                  |                  |                  |                  |                  |                  |  |  |                |                |                |                |                |                |  |  |                |                |                |                |                |                |  |  |               |               |               |               |               |               |  |  |                        |                        |                        |                        |                        |                        |  |  |                   |                   |                   |                   |                   |                   |  |  |                  |                  |                  |                  |                  |                  |  |  |                 |                 |                 |                 |                 |                 |  |  |  |  |  |  |  |  |  |  |  |  |  |  |  |  |  |  |  |  |  |  |  |  |  |  |  |  |  |  |  |  |  |  |
| Hagymássy Katalin | Hagymássy Katalin | Hagymássy Katalin | Hagymássy Katalin | Hagymássy Katalin | Hagymássy Katalin |  |  | Bocskai István    | Bocskai István    | Bocskai István    | Bocskai István    | Bocskai István    | Bocskai István    |  |  | Haller Gábor   | Haller Gábor   | Haller Gábor   | Haller Gábor   | Haller Gábor   | Haller Gábor   |  |  | Bocskai Ilona    | Bocskai Ilona    | Bocskai Ilona    | Bocskai Ilona    | Bocskai Ilona    | Bocskai Ilona    |  |  | Bocskai Miklós | Bocskai Miklós | Bocskai Miklós | Bocskai Miklós | Bocskai Miklós | Bocskai Miklós |  |  | Bánffy Kristóf | Bánffy Kristóf | Bánffy Kristóf | Bánffy Kristóf | Bánffy Kristóf | Bánffy Kristóf |  |  | Bocskai Judit | Bocskai Judit | Bocskai Judit | Bocskai Judit | Bocskai Judit | Bocskai Judit |  |  | Palocsai Horvát György | Palocsai Horvát György | Palocsai Horvát György | Palocsai Horvát György | Palocsai Horvát György | Palocsai Horvát György |  |  | Bocskai Krisztina | Bocskai Krisztina | Bocskai Krisztina | Bocskai Krisztina | Bocskai Krisztina | Bocskai Krisztina |  |  | Bocskai Erzsébet | Bocskai Erzsébet | Bocskai Erzsébet | Bocskai Erzsébet | Bocskai Erzsébet | Bocskai Erzsébet |  |  | Báthory Kristóf | Báthory Kristóf | Báthory Kristóf | Báthory Kristóf | Báthory Kristóf | Báthory Kristóf |  |  |  |  |  |  |  |  |  |  |  |  |  |  |  |  |  |  |  |  |  |  |  |  |  |  |  |  |  |  |  |  |  |  |
| Hagymássy Katalin | Hagymássy Katalin | Hagymássy Katalin | Hagymássy Katalin | Hagymássy Katalin | Hagymássy Katalin |  |  | Bocskai István    | Bocskai István    | Bocskai István    | Bocskai István    | Bocskai István    | Bocskai István    |  |  | Haller Gábor   | Haller Gábor   | Haller Gábor   | Haller Gábor   | Haller Gábor   | Haller Gábor   |  |  | Bocskai Ilona    | Bocskai Ilona    | Bocskai Ilona    | Bocskai Ilona    | Bocskai Ilona    | Bocskai Ilona    |  |  | Bocskai Miklós | Bocskai Miklós | Bocskai Miklós | Bocskai Miklós | Bocskai Miklós | Bocskai Miklós |  |  | Bánffy Kristóf | Bánffy Kristóf | Bánffy Kristóf | Bánffy Kristóf | Bánffy Kristóf | Bánffy Kristóf |  |  | Bocskai Judit | Bocskai Judit | Bocskai Judit | Bocskai Judit | Bocskai Judit | Bocskai Judit |  |  | Palocsai Horvát György | Palocsai Horvát György | Palocsai Horvát György | Palocsai Horvát György | Palocsai Horvát György | Palocsai Horvát György |  |  | Bocskai Krisztina | Bocskai Krisztina | Bocskai Krisztina | Bocskai Krisztina | Bocskai Krisztina | Bocskai Krisztina |  |  | Bocskai Erzsébet | Bocskai Erzsébet | Bocskai Erzsébet | Bocskai Erzsébet | Bocskai Erzsébet | Bocskai Erzsébet |  |  | Báthory Kristóf | Báthory Kristóf | Báthory Kristóf | Báthory Kristóf | Báthory Kristóf | Báthory Kristóf |  |  |  |  |  |  |  |  |  |  |  |  |  |  |  |  |  |  |  |  |  |  |  |  |  |  |  |  |  |  |  |  |  |  |

### Ifjúkora
Az ifjú Bálintnak egy esztendeig Bornemisza Péter volt a nevelője, tudományokban, vitézi dolgokban oktató mestere. Valószínűleg ő fedezte fel a költői hajlamot is benne. 1565 őszétől, apja kereskedelmi kapcsolatai révén, három-négy esztendőre Nürnbergbe került, ahol mint magántanuló, középiskolát végezhetett. Az egyetemre járás azonban kimaradt az életéből, mert apját 1569 őszén Pozsonyban, hamis vádak miatt fogságba vetették. Balassi János 1570 tavaszán, kalandos módon megszökött, s családjával együtt Délnyugat-Lengyelországba menekült. Ott 1572 nyaráig, a Krosno melletti Kamieniec várában éltek, amelyet nagy összegért vettek zálogba egy lengyel főúri családtól. Az ifjú Bálint itt fordította németből, „szerelmes szüléinek háborúságokban való vigasztalására”, a Beteg lelkeknek való füves kertecskét REAL-R, egy lutheránus prédikátor könyvét, amelyet 1572-ben, Krakkóban kinyomtattak. E fordítás néhány helye azt igazolja, hogy Balassi ekkor már zwinglianus nézeteket vallott az úrvacsora kérdésében, azaz családjával együtt a helvét reformáció hívévé vált. Ugyanezen évben apja kegyelmet nyert. A 18. esztendejében járó Bálint, fergeteges juhásztáncával aratott sikert Rudolf király pozsonyi koronázásán. 1573-ban anyját gyászolta.
1575 nyarán a törökök elfoglalták a Balassák Nógrád vármegyében fekvő várait, Kékkőt és Divényt, valamint a hozzájuk tartozó birtokokat. Ugyanekkor, az időközben zászlósúrrá kinevezett Balassi János, hogy udvarhűségét bizonyítsa, a Báthory István elleni lázadók közé küldte fiát, akit már Erdély határánál elfogtak a fejedelem emberei. Báthory az ifjút gyulafehérvári udvarában tartotta, majd 1576 tavaszán, lengyel királlyá való megválasztásakor, magával vitte Krakkóba. Itt Balassi egy esztendőn át részese lehetett az udvari életnek. Már éppen haza készült, amikor apja 1576. május 6-án Vágbesztercén meghalt. Visszatérve hazájába, lakóhelyül csupán az 1554-ben szerzett zálogbirtok, a Tátra aljában fekvő Liptóújvár és uradalma maradt meg számára. Talán ő volt a szerzője az Eurialus és Lucretia című széphistóriának, amely reá nézve kulcstörténet, és amely 1577-ben, a sárospataki várúr rózsalugasai alatt, a Gombos-kertben készült, mégpedig Aeneas Sylvius Piccolomini (a későbbi II. Piusz pápa) antik példákat követő, erotikus novellája alapján. Akkoriban még felhőtlen volt a kapcsolata unokabátyjával és egyben gyámjával, Balassa Andrással, akivel egy évtizeddel később mint kevély ellenségével perlekedett a véglesújvári örökség és Liptóújvár birtoklása ügyében.
Házassági szándékkal több hajadonnak udvarolt, akikhez, az akkori szokásokat követve, bókoló verseket írt. Ezek a kor divatos dallamaira szerzett, az udvari szerelem normáit követő, sőt a petrarkizmus és a neoplatonizmus néhány elemét is felvillantó versek, amelyekben a magyar virágének-frazeológia is megjelenik. Ám 1578 táján újra találkozott Losonczy Annával, akivel gyermekkoruk óta ismerték egymást, és beleszeretett. Anna ekkor Ungnád Kristóf egri várkapitány felesége volt, s hozzá Balassi már egész verssorozatot írt. Az asszony egy ideig viszonozta a költő érzelmeit, aki talán azért, hogy szerelme közelében lehessen, s egyúttal vitézi hírnevet is szerezhessen, egri szolgálatra jelentkezett. Csakhogy Anna épp ekkor kényszerült elhagyni a várost, hogy bánná kinevezett férjét Horvátországba kövesse. Balassi ekkor azért folyamodott a haditanácshoz, hogy Eger helyett Lengyelországba mehessen, ám óhaját elutasították. Így aztán ötven lovas kapitányaként, 1579 nyarától 1582 őszéig, Anna távollétében élte féktelen kicsapongásoktól sem mentes vitézi életét a híres végvárban. Több sikeres portyán és rajtaütésen vett részt.

### Felnőttkora

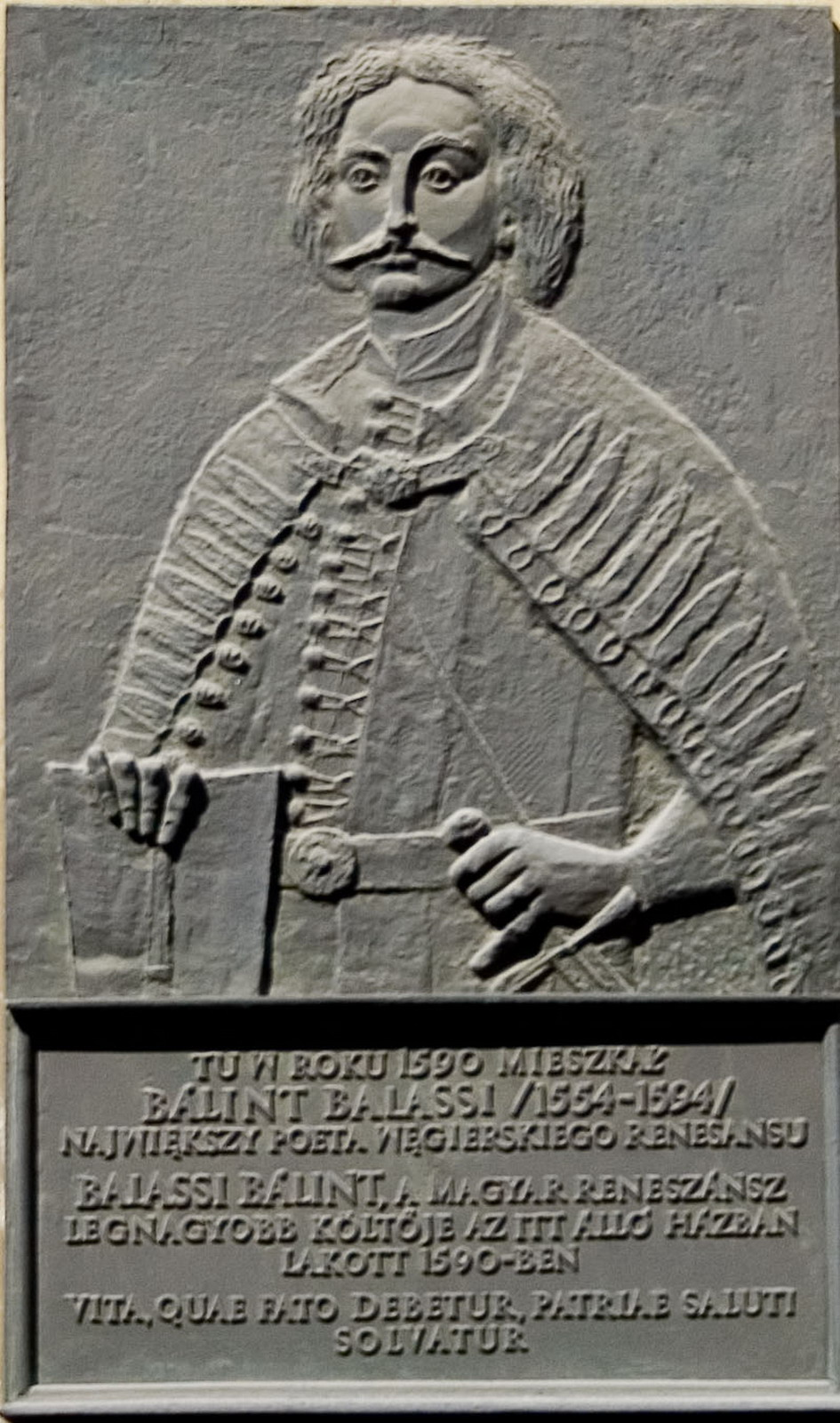
Balassi Bálint krakkói emléktáblája

1583-tól, immár a hátországban, heves támadások kísérték tevékenységét. A zólyomi és selmecbányai polgárok, hogy az általuk gyűlölt Balassit városaikból eltávolítsák, egy fiatal özvegyasszony elleni erőszakkal vádolták meg. Ekkoriban került kezébe a Poetae tres elegantissimi című, Michael Marullus, Hieronymus Angerianus és Johannes Secundus szerelmi verseit tartalmazó, 1582-ben, Párizsban kiadott neolatin (újlatin nyelvű) antológia, amely költészetének megújításában játszott döntően nagy szerepet. Ettől kezdve uralkodóvá vált verseiben fikció, vagy ahogy önmaga nevezte, a „versszerző találmány”, és az antik mitológia keretében megjelenő petrarkista szerelmi frazeológia.
„Balassi Bálint egész életét perek, bírósági eljárások kísérték, mégpedig vagyonperek,
egyházi eljárások és büntetőügyek egyaránt. Közismertek a vagyonából őt kiforgató
gyámja, unokabátyja ellen folytatott birtokperei. Az 1580-as évek elején a liptói nemesség
és a selmecbányai, zólyomi polgárok perelték rendszeresen hatalmaskodásai, duhajkodásai miatt. Jószágokat hajtatott el, bebörtönzött szolgáit szöktette meg, megverte a selmeci bányabíró a vihnyei hévízben óvatlanul melléje telepedő legényét, a hodrusbányai mészáros fiatal özvegyét fényes nappal az országúton igyekezett leteperni. 1584 karácsonyán unokahúgával (unokatestvérével), Dobó Krisztinával kötött házasságot és ugyanaznap néhány órára önkényesen elfoglalta a felesége, anyósa és sógora közös zálogbirtokában lévő Sárospatak várát, amely királyi birtok volt. Ezzel két pert vont magára, mindkettőt sógora indította ellene. Az elsőfokú unokatestvérrel kötött házasság tilalmának megszegése miatt az esztergomi érseki szentszék eljárását kérte, vérfertőzés ügyében, a királyi vár elfoglalása miatt pedig hűtlenségi pert kezdeményezett ellene. 1587-ben már az egri püspöki szentszéken is pere folyt, ez alkalommal a költő feleségének hűtlensége ügyében. Házasságukat 1591-ben érvénytelennek nyilvánították. 1592-ben viszont Balassi perelte be korábbi szerelmét, az Anna- és Júlia-versek ihletőjét, Losonczy Annát az esztergomi szentszéken, feltehetőleg becsületsértés miatt. A vérfertőző együttélést kimondó korábbi szentszéki ítélet miatt azonban perképtelen személynek nyilvánították.”
1585 őszén megszületett fia, János. Ugyanekkor súlyos betegségtől és bűntudattól gyötörve megírta végrendeletét. 1586. augusztus 24-én, Nagyszombat városában, feleségével együtt áttért a katolikus hitre. Meglepő vallási fordulatának okai sokrétűek lehettek: döntésénél az ismeretlen lelki tényezők mellett a törökösség vádjának ellensúlyozása, valamint a Habsburgokhoz való közeledés szándéka lehettek az okok. Sokatmondó az is, hogy ettől kezdve főként a jezsuitákkal keresett és tartott fenn kapcsolatokat, vonzó lévén számára a rend katonás szervezete és tagjainak kifinomult műveltsége.
1587 nyarán, a zaklatott élettel elégedetlen felesége hűtlen lett hozzá, s házasságukat később érvénytelennek nyilvánították. Az év őszétől 1588 elejéig, az országgyűlés várhatóan elmarasztaló ítéletétől tartva, az Eger közeli Szarvaskői várban húzta meg magát. Ügyei azonban kedvező fordulatot vettek, s ezen felbátorodván, elhatározta, hogy feleségül veszi az 1587 novemberében megözvegyült Losonci Annát. Újult erővel látott a versírásnak, s megalkotta a míves belsőrímekkel ékesített Balassi-strófát. Közben Érsekújvárott alkalmazták, ötven lovas kapitányaként. Innen azonban a frissen nősült várkapitány jogos féltékenysége miatt csúfosan hamar távoznia kellett.
1589 elején írta az olasz Cristoforo Castelletti Amarilli című pásztordrámájának alapján a Szép magyar komédiát. Az eredeti művel szemben nála a megbomló, de helyreálló szerelmi idill a magyarok számára vonzóbb színtérre, vitézi környezetbe került. Híres verse, A végek dicsérete is a katonai élet formálódó nimbuszát kívánta továbbépíteni. Balassi az erdélyi főasszonyoknak ajánlott komédia előszavában fogalmazza meg a szerelmet magasztaló nézeteit. Ugyancsak ekkor zárta le a hármas szám szimbolikáját alkalmazó és komédiája szüzséjét utánzó kötetkompozícióját, amelyben verseinek sora szerelmének lírai önéletrajzává kerekedett. Losonci Anna a versciklus főszereplőjeként nem e világi asszony többé, hanem a fiktív Júlia névvel felruházva, istenasszonnyá magasztosul. Ebben az időben keletkeztek a török dívánköltészetből merített beytjei is, amelyek szintén a kimondhatatlan szépségű Júlia dicsőítését szolgálják. 1589-re kiderült, hogy a megnyerhetetlen asszony nem hozzá, hanem Forgách Zsigmondhoz fog feleségül menni.
1589 őszén elhagyta az országot, s Lengyelországba ment. Krakkóban és Dębnóban, Wesselényi Ferencnél vendégeskedett. Ám az elterjedt nézettel szemben semmi nem bizonyítja, hogy a vele egyidős magyar főúr feleségével, Szárkándi Annával szerelmi viszonya lett volna. Éppen ezért a tíz versnyi önálló gyűjtemény, a Caelia-versek ihletőjét sem benne kell keresnünk. Az volt a terve, hogy a lengyelek által a törökök ellen indított hadjáratban részt vegyen. A lengyelek azonban, a hadikészültség ellenére, 1590 végén békét kötöttek a szultánnal.
1591 elején a poroszországi Braunsbergben járt, ahol az ottani jezsuita kollégiumot kereste fel. Innen azonban tovább ment, egészen az „Óceánum-tenger” partjáig, ám erről az útjáról nincsenek pontos ismereteink. Ekkortájt írta istenes énekeinek nagyobb részét, s ezekben is neolatin irodalmi mintákat használt fel; például a francia Théodore de Bèze és a skót George Buchanan zsoltárparafrázisait.
1591 őszén, Balassa András halála után tért haza Magyarországra. Ekkor már lakóhelye, Liptóújvár megtartásáért is hadakoznia kellett. Vége-hossza nem volt a pereknek, s energiáit polemikus védekező iratok fogalmazására kellett fordítania.
Égető pénzhiányán erdélyi lovak és tokaji borok eladásával próbált enyhíteni. 1593-ban legújabb, rejtélyes szerelmét Fulviának nevezte el. Ekkoriból való öt egystrófás remeke, amely egy papírlapon, saját keze írásában maradt fenn a körmendi Batthyány-levéltárban. A nálánál két évtizeddel fiatalabb Batthyány Ferenchez írott leveleiben már öntudatos költőnek mutatkozik.

### Halála és temetése

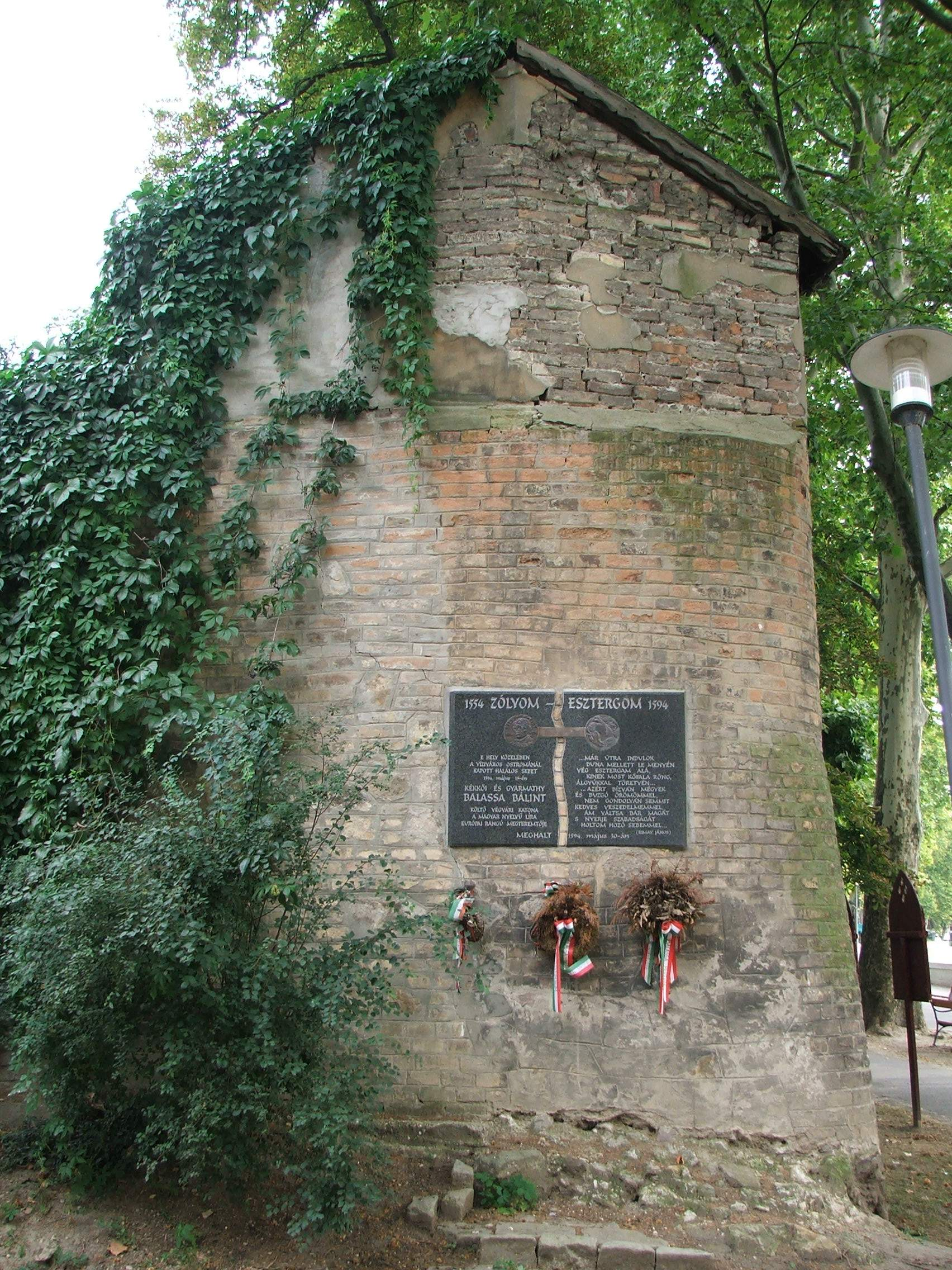
Emléktábla Balassa megsebesülésének helyén, az esztergomi Kis-Duna sétányon

1593–94-ben az ún. „hosszú háborúban”, a török ellen indított hadjáratban újra katonáskodott. 1593 őszén, a tizenöt éves háború kezdetén, részt vett családja várainak visszafoglalásában. Esztergom 1594-es ostroma során, 1594. május 19-én egy gyalogos roham közben egy ágyúgolyó mindkét combját elroncsolta. A vérveszteség és a vérmérgezés miatt május 30-án hosszas szenvedés után hunyt el az Esztergom-szentkirályi katonai táborban. Halálos ágyánál egy jezsuita, Dobokay Sándor állt.
Haláláról több egykorú feljegyzés maradt fenn, amelyekben – a közvélekedéssel szemben – nem ágyúgolyóról, hanem puskagolyóról esik szó. (Az ágyúgolyó/puskagolyó "vita" oka az is lehet, hogy a várháborúk korának egyik legnépszerűbb lőfegyvere, a szakállas puska, melyet mérete miatt sokan ágyúnak is neveztek, lövése okozhatta a sérülést. Nagysúlyú, 15-20 kg-os, várfalra támasztott, nagy kaliberű – 20-25 mm-es – fegyverről van szó.)
A sebesülésre vonatkozó legfontosabb feljegyzések:
- Balassa Zsigmond leírása szerint: „Anno 1594 die 19. Maii minden két combját lőtték által, és az barbélyok gondviseletlenségek mia holt meg 30. eius és vitettem Újvárra.”
- Balassa Zsigmond bejegyzése (családi bibliájába): „Anno 1594 die 19. Maii Esztergom vára vívásakor, midőn ostromnak mentenek az vízvárnak, lőtték meg Balassa Bálint Uramot az ostromon. Minden két combján átalment az golóbis, de csontot és ízet nem sértett. Vesztette az barbély, Mátyás hercegé, nem akarván szót fogadni az magyar barbélyoknak és holt meg hertelen die 30 eiusdem.”
- Dobokay Sándor jezsuita jelentése szerint: „In his Magnificus Dominus Valentinus Balassi fuit, qui cum in oppugnatione Strigonii aenea pila pedem utrumque trajectus esset, Sacerdotem illum acciri jubet.”, azaz: „Ezek között volt Balassi Bálint úr, aki amikor Esztergom ostromakor mindkét lábát fémgolyó járta át, odahívatta ezt a papot.”[8]
- Istvánffy Miklós történetíró szerint: „quo in conatu Valentino Balassio, impigro iuveni, ac Martis simul & Palladis cultori utrumque femur glande plumbea traiectum est; quo vulnere, quamquam intactis ossibus inflicto,paucos post dies interiit”, azaz: „az ebben való igyekezet közepette Balassi Bálintnak, a mind Marsnak s mind Pallasnak követésére serény ifjúnak, mindkét combját ólomgolyó ütötte át; ebbe a sebesülésébe, noha csontjai nem sérültek meg, néhány nap múltával belehalt".[9]

A Kriván havasa alatti Hibbe kegyúri templomában temették el, ahol öccsével, a nem sokkal őutána elhunyt Ferenccel együtt, apja és anyja mellett nyugszik. A hősi halált halt költőnek Rimay János magyar nyelvű, verses epicédiummal állított emléket. Ő az istenes és vitéz Balassit a bibliai Dávidra utaló szerepjátékkal jellemezte, a profán poétát viszont az antik mítoszra utalva, a „magyar Amphion” névvel ruházta fel.

## Költészete

### Szerelmi költészete
Jelentősége: ő szervezte először ciklusba szerelmes verseit.
Balassit a magyar szerelmi költészet megteremtőjeként tisztelhetjük. Verseiben érzékelhető a reneszánsz ember öntudata, a szerelmet az emberi értékek csúcsának tekinti.
Sok szerelmi költeménye fordítás, művein érezhetjük az itáliai reneszánsz és főleg Petrarca hatását. A tőle fennmaradt versek közül a legtöbb vers szerelmi témájú.
Balassi szerelmi költészetének gyökerei a lovagi költészetig, trubadúrlíráig nyúlnak vissza – a hölgy eszményítése, udvarias hangja, távolságtartó attitűdje miatt. Helyet kapnak benne a virágénekek kedvelt virágmetaforái (rózsám, violám). A női test szépségének kiemelésében, finom hangú erotikus célzásokban pedig ugyancsak a petrarkizmus hatása észlelhető.
Témái:
- a szerelmes költő és szerelme közti távolság
- különböző udvarló, bókoló gesztusok
- szerelmének felmagasztalása

Múzsái:
- Ungnád Kristófné Losonczy Anna (Anna- és Júlia-versek)
- Wesselényi Ferencné Szárkándy Anna (Célia-versek)
- Fulvia[11] (?) és más, eddig nem azonosított hölgyek

Korszakai:
- 1. 1575/76–1584 (házasságáig) – különböző főrangú hölgyekhez írt költemények és Anna-versek (1578)
- 2. 1587–1588 – Júlia versek
- 3. 1590–1591 – Célia-versek

(Fulvia – két 1593-ban Batthyány Ferencnek küldött levelében és saját kezű versfüzére Fulviáról című, ötödik versében bukkan fel, valós személlyel való azonosítása bizonytalan, talán Batthyány Ferenc egyik húgával, Batthyány Dorottyával – meghalt 1607-ben – lehet azonos.)

#### Anna-versek
Az Anna-versek még „szárnypróbálgatások”, melyek a reneszánsz szerelmi költés minden poétára kötelező kánonja, a petrarkizmus sablonjai szerint születtek.
Témájuk: a lírai én reménytelenül imádja a kegyetlen, tökéletes szépségű hölgyet. Verseinek nagy része fordítás; nem szóról szóra, hanem a választott mű átdolgozásával fejezte ki a maga személyes mondanivalóját. (Az író eredetiségének igényét még a reneszánsz sem ismerte.)

#### Júlia-versek
Balassi szerelmi lírája akkor emelkedett a művelt reneszánsz költészet szintjére, amikor a humanista újlatin költészettel közvetlenül találkozott: több, Párizsban kiadott kötet nagyon jelentős – Michael Marullus, Hieronimus Angerianus és Janus Secundus művei. Szerelmeit is ezáltal nevezte el: Júliának Secundus, Céliának Angerianus nyomán. A Júlia-versek formai, hangulati-tartalmi elemeikben egységesebbek, itt a költő már megtalálta saját hangját, egyéni stílusát, formáit.
Balassi Bálintban nemcsak az udvari szerelem eszményének magyarországi meghonosítóját tiszteljük, hanem a verstani újítót is. A régi magyar versre az izometria (minden ütem ugyanannyi szótagból áll, minden sor ugyanannyi ütemből és minden versszak ugyanannyi sorból) és az izorímesség (mindig ugyanaz a rím: a-a-a-a stb.) volt jellemző. Balassi bonyolultabb képleteket is alkalmazott, kialakította a róla elnevezett Balassi-versszak típust. Egyre gyakrabban alkalmazza a hármas osztatú, a költőről elnevezett Balassi-strófát.
A Júlia-versekben erőteljesebb a virágénekek, világi szerelmes versek hatása. A versek képi világa, a megszólaló őszinte hangja az átélt érzésekről tanúskodik – mélyebbek, bensőségesebbek, mint a korai versek. Témájuk szerint széles érzelmi skálán helyezkednek el a boldog találkozás ujjongó örömétől a lemondás teljes reménytelenségéig. Ezzel párhuzamosan Júlia egyre elérhetetlenebb eszménnyé, az élet értelmének egyetlen jelképévé válik.
A Júlia-költemények kifinomult stílusa, tökéletes ritmikája, újszerű strófaszerkezete, szimmetrikus reneszánsz kompozíciója, egy belső érzelmi fejlődésmenetet tükröző összefüggésrendszere ezt a versciklust költészetének csúcspontjává avatja.
Közvetlen életélmények már alig-alig találhatók itt (inventio poetica – költői találmányok).
A versek nem kronologikusak, sorrendjük hanem tudatos szerkesztés eredménye.
A Júlia-ciklus költeményei:
- Hogy Júliára talála, így köszöne néki (Balassa-kódex 39. vers)
- Darvaknak szól (Balassa-kódex 44. vers)
- Az ő szerelmének örök és maradandó voltáról (Balassa-kódex 47. vers)
- Júliát hasonlítja a szerelemhez, mely hasonlatosságot a Júlia dicséretén kezdi el (Balassa-kódex 50. vers)

#### Célia-versek
A ciklus a megszerkesztett kötetkompozíció legtöbb vitát okozó része. Kérdések merültek fel ugyanis a múzsa személyét illetően: míg hosszú ideig Eckhardt Sándor véleményét követően Szárkándy Annát jelölték meg a ciklus ihletőjének, új feltételezések a költőtől elvált és újra férjhez ment Dobó Krisztinát is felvetették, mint lehetséges múzsát (mivel a kötet fényében úgy tűnik, mintha hozzá alig írt volna költeményeket), de felmerült Losonczy Anna neve is. A Célia versek viszonzott szerelemről tanúskodnak, bensőséges kapcsolatot tükröznek. Itt is alkalmazta a Balassi-strófát, bár verseinek szerkezete egyszerűsödött.
A Célia-ciklus költeményei:
- Kiben az kesergő Céliárul ír
- Kiben az Célia szerelméért való gyötrelméről szól, hasonlítván az szerelmet hol malomhoz s hol haranghoz

### Vitézi versek
A közhiedelemmel ellentétben Balassinak csupán egyetlen "katona verse" van, ez az Egy katonaének.
A magyar irodalomban tőle olvashatjuk először az „édes hazám” szókapcsolatot a Búcsút mond hazájának, barátainak és mindenkinek akit szeretett című költeményében.
- Egy katonaének: in laudem confiniorum – A végek dicséretére (Balassa-kódex 61. vers) a költő legismertebb verse 1589-ben, lengyelországi bujdosása idején keletkezett. Témája: a költőt megrohanják az emlékek, a végvári élet szépségeire emlékezik. Műfaja: életkép. Szerkezeti újítása a mellé- és fölérendeltség, szimmetria, harmónia megjelenése a reneszánszra utal. Arányos, hárompillérű kompozícióját Varjas Béla mutatta ki.

### Istenes versek
Ady előtt Balassit tartja a szakirodalom a magyar irodalom legnagyobb vallásos költőjének. Istenes énekek Balassi pályájának minden szakaszában születtek, a legmaradandóbbakat azonban életének válságos esztendeiben alkotta.
A vallásos témához személyes mondanivaló párosul, így a vallásos líra a reneszánsz költészet részévé válik művészetében. A hit után vágyakozik, abban látja Istent, nem hisz az egyházakban, nehezebbnek látja az utat Istenhez, meg van győződve bűnösségéről, kételkedik üdvözülésében – kevésnek érzi a hitét, kételkedik a túlvilági életében.
Vallásos magatartásában is jellegzetes a hangja: könyörgés és fohászkodás, bűnbánás és Istennel való vita egyaránt megszólal költeményeiben.
- Az tenger partján, Oceanum mellett: A különböző mondatformák állandó váltakozása, 3 szerkezeti egység. Ha figyelembe vesszük a belső rímeket, hatsoros strófákat kapunk. A kétütemű hatos sorok közé iktatódik egy-egy megtört, külön rímmel kiemelt, egyetlen ütemből álló félsor (4 szótag). Ezek a félben maradt (3. és 6. sor) az erőteljes sormetszetutáni szünettel minduntalan megtörik a páros rímű hatosok nyugodtabb verszenéjét, s a megrendültséget, feszültséget visznek a versbe.
- Adj már csendességet című himnusza lengyelországi bujdosása idején, 1591-ben keletkezett. Témája: a földi boldogságban csalódott ember a lélek csendjét igyekszik elnyerni; a megnyugvás, a lelki béke vigaszt jelent, a hit erősítését, a bűnök alóli feloldozást. Kódexen kívüli költemény.
- Kiben bűne bocsánatjáért könyörgett akkor, hogy házasodni szándékozott (Balassa-kódex 33. vers)A versfők összeolvasása saját nevét adja: BALASSI BÁLINTÉ.
- Psalmus 42 (zsoltárfordítás)
- Hymnus secundus a vitézi versek fogalomrendszere szerint közeledik Krisztushoz, és ilyenek a zsoltárparafrázisai, amelyekben skót, lengyel, latin minták alapján egy-egy zsoltárt választott tudós imitáció tárgyául és személyes vallomás formájául. Élete vége felé írt istenes énekeiben a halál gondolata került a középpontba.

### Drámája
Balassi egyetlen drámája, a Szép magyar komédia. Az udvari dráma szövegét egyetlen kéziratos másolat őrizte meg. Létezik egy pár lapból álló nyomtatványtöredéke is. Eredetije az itáliai Cristoforo Castelletti egyik pásztorjátéka olaszul. Ennek magyar fordítása és átköltése Balassi alkotása. Prózai mű verses betétekkel.

### Balassi, a verselés megújítója – a Balassi-strófa
A Balassi-strófa három sorból szerkesztett versszak, minden sora a belső rímek által három egységre tagolódik. Emellett az egész vers háromszor három, tehát kilenc strófából áll. De nemcsak külső, hanem a mélyebb, belső kompozícióban is hármas szerkesztési elv valósul meg.
Példa: három sor Balassi Bálint az ő szerelmének örök és maradandó voltáról című verséből:
A sorok szótagszáma 6–6-7, rímképletük: a-a-b, c-c-b, d-d-b.

### Balassi Bálint rejtjelzése

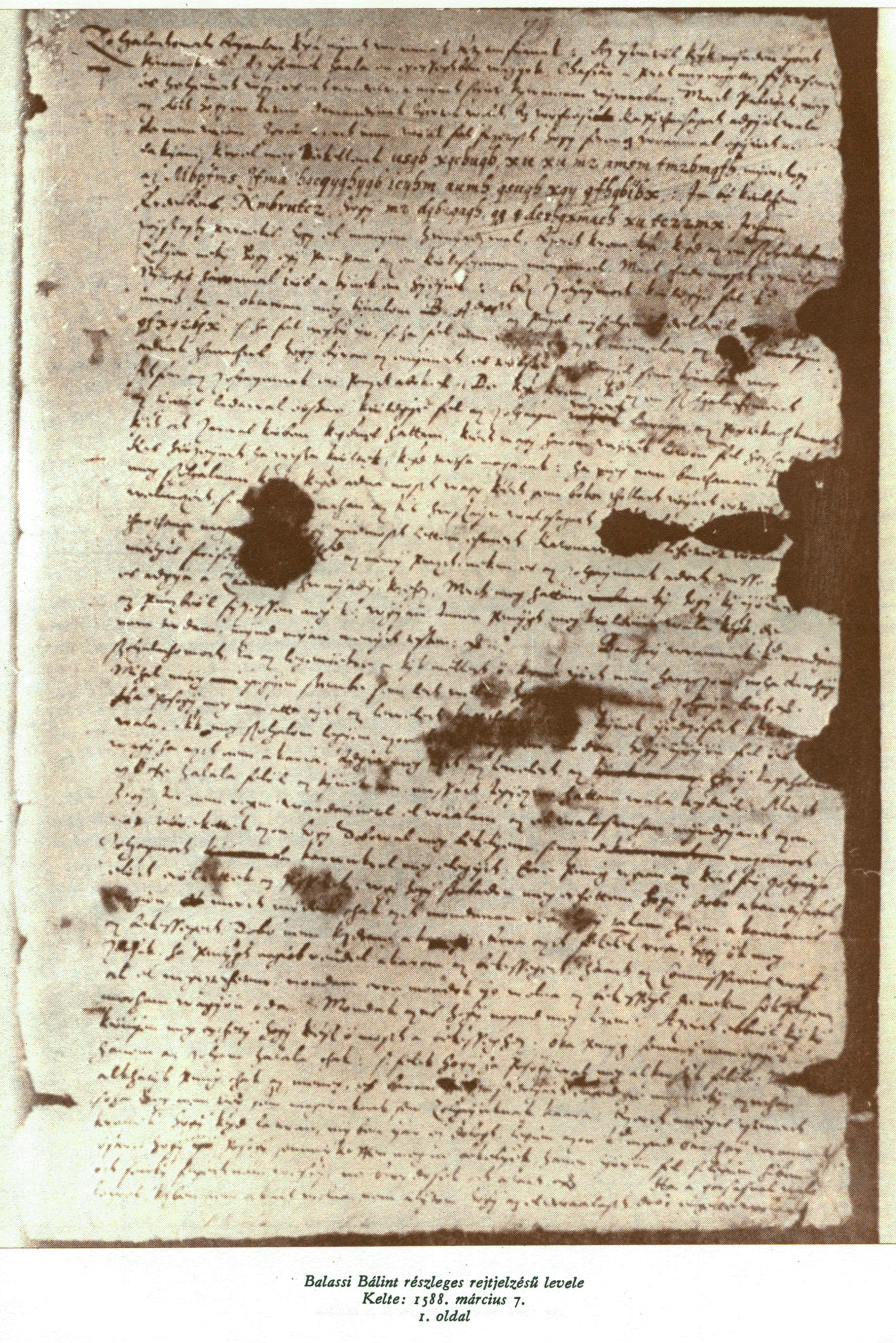
Balassi részlegesen kódolt levele 1588-ból

Balassi Bálint a magyar nyelvű titkosírás egyik első használója is volt. Magánlevelezésében titkainak megőrzését, a korabeli postai körülmények között, rejtjelzéssel igyekezett biztosítani. A levelezésében és egyes költői műveiben is használt titkosítási eljárás Magyarországon a rejtjelzés első dokumentumai közé tartozik.
Apja, Balassi János többször járt Itáliában is levelezést is folytatott olaszokkal. Valószínűleg ezen az úton jutott el a család használatába az úgynevezett Julius Caesar rejtjelző eszköz. Ennek alapján alakította ki Balassi Bálint saját rejtjelző módszerét, amiben a betűket a 23 tagú ábécé betűsorát alapul véve az adott betűtől a soron 11 hellyel balra álló betűvel helyettesítette, kivéve a z betűt, ami változatlan maradt. A „házasság” szó például rejtjelezve „tmzmggms” lett. Ez már akkoriban is nagyon egyszerű módszernek számított, de magántitkainak megőrzésére alkalmas lehetett. Ekkoriban az országban egyébként is kevesen írtak és olvastak magyar nyelven. Balassi első ilyen módszerrel titkosított levelét 1577-ben, az utolsót 1588-ban írta. Leveleit csak részlegesen, a titkolni szándékozott részeket érintően rejtjelezte.
Balassi a rejtjelzést játékosan alkalmazta a költői munkásságában is. Számos versében a szakaszok első betűi összeolvasva a saját nevét, vagy az aktuális szerelmének a nevét adják ki (akrosztichon). Fiatalkori verseiben így megtalálhatók a Bebek Judit, Morgay Kata, Chak Borbála, Krusti Ilona, Losonczy Anna, Christina, Sofi és más nevek.

#### Argirus
Egy téves elképzelés nyomán fölmerült, hogy a História egy Argirus nevű királyfiról és egy tündérszép leányról című széphistória szerzője is Balassi Bálint. Ám ez az állítás nem igaz, a valódi szerző Gergei Albert (cáfolatáról lásd a vonatkozó tanulmányt.)

## Műveinek sorsa, kiadása

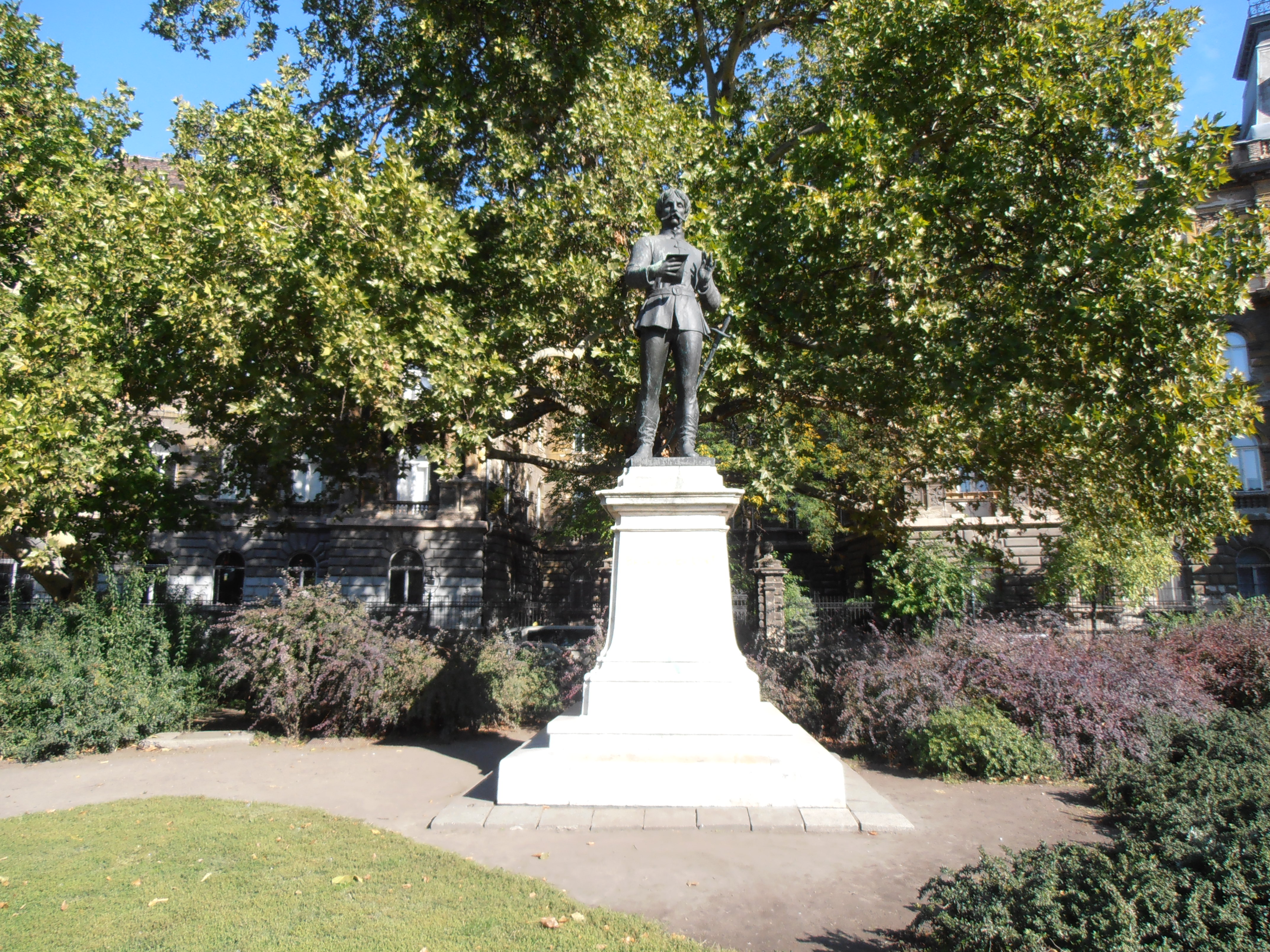
Balassi Bálint szobra a budapesti Kodály köröndön

### Kéziratban fennmaradt művei
Életében – eddigi tudomásunk szerint – műveit nem jelentették meg nyomtatásban; mind világi versgyűjteménye, mind Szép magyar komédiája kéziratos másolatban maradt ránk. Csupán vallásos tárgyú versei maradtak fenn nyomtatott formában, a szerző halála utáni kiadásokban.
Költészetének nagy részét, világi verseit a ma Balassa-kódex néven ismert kéziratos könyv őrzi. Ez valószínűleg tudós másoló munkája és 50 évvel a költő halála, 1656 után született alkotás.
A másoló szavaival:
„Ezeket pedig a maga kezével írt könyvéből írták ki szóról-szóra, vétek kevés helyen esett benne, az sem egyébtől lett pedig, hanem a Balassi írásának nehéz olvasása miatt, de afelől meglehet. Külön-külön mindenik éneket mikor, miről és kiről szerzette, megírta, a nótáját is mindenikének feljegyzette. Aki azért gyönyörködik benne, innét igazán megtanulhatja, mint kell szeretőjét szeretni, és miképpen kell neki könyörgeni, ha kedvetlen és vad hozzá. De nem mindent hevít úgy a szerelem tüze talán, mint őtet.” (A szövegkritikai kiadásból)
Másolója a bevezetőben meghatározta a gyűjtemény tematikáját is:
„Következnek Balassi Bálintnak külömb-külömbféle szerelmes éneki, kik között egynéhány isteni dicséret és vitézségről való ének is vagyon.” E pár szavas bevezetés utal arra, hogy a költemények füzére alapvetően három témára épül: szerelmes, istenes és katonaversekre.
A Balassa-kódex csupán 1874-ben vált ismertté a nyilvánosság számára, amikor a Radvánszky család könyvtárából előkerült.
Balassi szerelmi verseit, amelyek tehát csupán kéziratos másolatban maradtak fenn, csak egy szűk arisztokrata kör ismerte. Szép magyar komédiája viszont nyomtatásban is megjelent a 17. század első felében, Debrecenben és talán Lőcsén. Ezek a nyomtatott könyvecskék azonban mára elvesztek, illetve csupán egyikük csekély töredéke maradt fenn. Az 1958-ban előkerült Fanchali Jób-kódexnek köszönhetően azonban mégis ismerjük a teljes szöveget.

### Nyomtatásban fennmaradt művek
Istenes énekeit, Rimay János hasonló tárgyú énekeivel keverve, először a rejtélyes Solvirogram Pannonius adta ki Bártfán, 1632-ben. Ám az 1650-es években Nagyváradon megjelent az Istenes énekek rendezett kiadása, amelyben már szétválasztották a két szerző énekeit. Ekkor kerültek be a gyűjteménybe, némi csonkítással, Balassi tavaszi-vitézi versei, valamint zarándok- és búcsúéneke is. Egészen 1808-ig, két-hároméves gyakorisággal, újra meg újra kinyomtatták ezt a magánájtatosságra szánt kicsiny kötetet.
- Balassa Balintnak istenes eneki, Bártfa, 1632.

### Modern kiadások
- összes versét először Szilády Áron rendezte sajtó alá, s Budapesten jelentette meg, 1879-ben
- Erdélyi Pál 1899. Balassa Bálint, I-II, Bp., életrajz és versei
- életútját feltáró dokumentumokat, valamint magyar, latin és német nyelven írt leveleit Illéssy János kezdte összegyűjteni
- Magyar remekírók sorozat I. kötete, mely Báró Balassa (a könyv így írja!) Bálint műveit és Gróf Zrínyi Miklós Szigeti veszedelmét tartalmazza Budapesten a Franklin Társulat adta ki 1905-ben. Sajtó alá rendezte és a bevezetést írta Széchy Károly
- Dézsi Lajos 1923. Balassa Bálint minden munkái, [előszó]
- Varjas Béla 1944. Balassa-kódex, Bp.
- Eckhardt Sándor Balassi Bálint Összes Művei 1951, kritikai kiadás
- Stoll Béla Balassi Bálint Összes Versei 1973, szövegjavításokkal
- Keovetkeznek Gyarmati Balassa Balintnak istenes eneki; tan. Armando Nuzzo, fakszimile szöveggond. Kőszeghy Péter; Balassi–MTA Irodalomtudományi Intézet, Bp., 1994 (Bibliotheca Hungarica antiqua)
- Beteg lelkeknek való füves kertecske. Az 1572-ben, Krakkóban megjelent kiadás szövege. Bock Mihály által szereztetett németöl; ford. Balassi Bálint, sajtó alá rend. Kőszeghy Péter; modern helyesírásra átírt kiad.; Balassi, Bp., 2006
- Betegh lelkeknek valo fwues kertecijke. Ehez foglaltatot egij szep tudomanij: tudni illik mikeppen kellien embernek magat biztatni az niomorusagnak wldeözesnek es kennak ideieben, mellijet Giarmathij Balassij Balint forditot nemetböl magiarra. Bock Mihaly altal zereztetett nemeteöl; tan., fakszimile szöveggond. Kőszeghy Péter; hasonmás kiad.; Balassi–MTA Irodalomtudományi Intézet–OSZK, Bp., 2006 (Bibliotheca Hungarica antiqua)
- Balassi Bálint összes költeményei (MEK; Nyomtatott kiadás: Budapest : Arcanum, 1997)

## Emlékezete

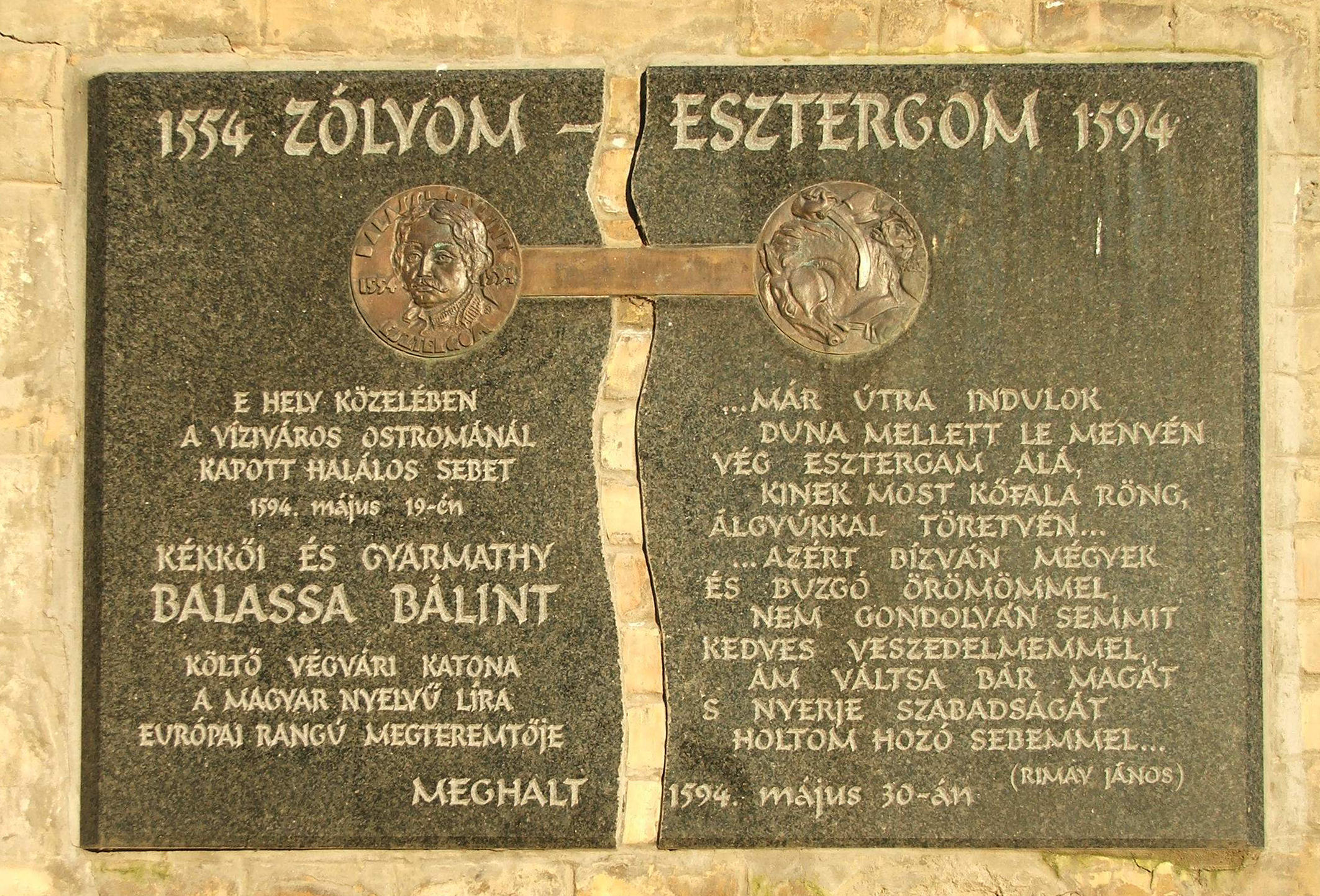
Balassi Bálint emléktáblája a vízivárosi várfalban (Esztergom)

A szlovákiai Hibbe katolikus templomában, a Balassi család sírboltjában nyugszik. A templomban, amely egykor a család liptóújvári uradalmának kegyúri temploma volt, 1898-ban Liptó vármegye emléktáblát helyeztetett el. 2004-ben a magyar és szlovák kulturális minisztérium emlékoszlopot helyezett el itt.

### Festmények, szobrok, domborművek

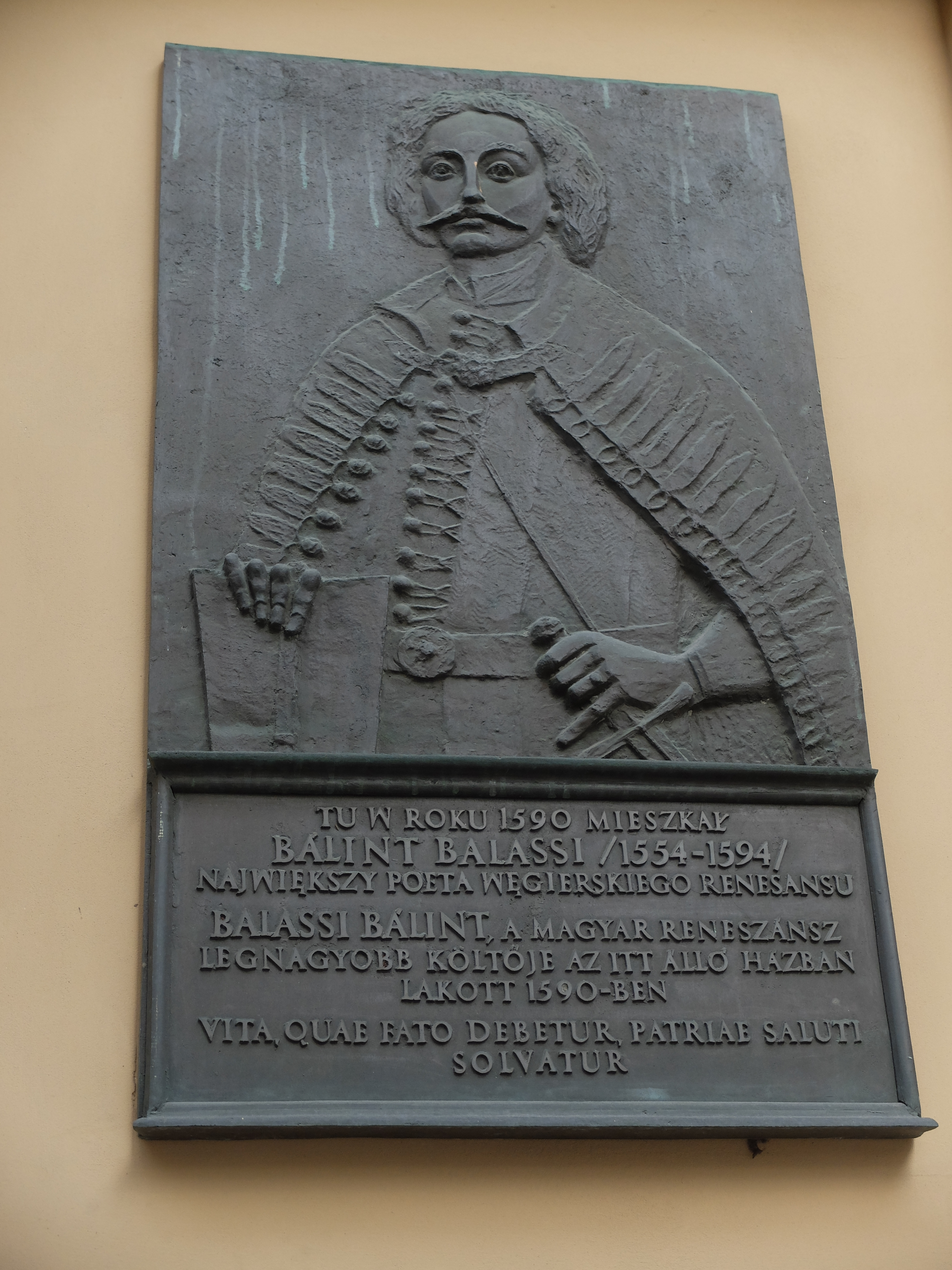
Balassira emlékező bronztábla Krakkóban (1995)

- A Balassit ábrázoló egyetlen hiteles portré a költőt 33 éves korában, katonaként ábrázolja és festmény, metszet vagy miniatűr kép alapján, 1650 táján készült a családi galéria számára.

Mai alkotások:
- Balassi Bálint-szobor, Budapest, Kodály körönd, három méteres bronzalak, Pátzay Pál munkája, 1959-ben készült.
- Balassi Bálint-szobor, a költő halálának 375. évfordulóján, 1969-ben avatták fel, Tar István alkotása, 140 centiméteres kőtalapzaton áll, 60 centiméteres bronz mellszobor.
- Dombormű és emléktábla a Bárányokhoz palota falán, 1995-ben készült, Bronisław Chromy alkotása, Kovács István főkonzul kezdeményezte.
- Balassi Bálint-szobor, Zalaegerszeg: egész alakos, avatása: 2001. A fából készült alkotás Hadnagy György szobrászművész munkája.

### Szépirodalom, életrajzok
- Rimay János: Epicédium a Balassi fivérek, Bálint és Ferenc halálára [1596]; szerk., sajtó alá rend., jegyz. Ács Pál; MTA Irodalomtudományi Intézetének Reneszánsz-kutató Csoportja–Balassi, Bp., 1994
- Első életrajzát Erdélyi Pál írta meg, s adta ki 1899-ben.
- Szathmáry Károly: Balassi Bálint. Történeti regény; Singer-Wolfner, Bp., 1887 (Egyetemes regénytár II.)
- Farkas Ödön: Balassa Bálint. Eredeti dalmű 3 felvonásban; szöv. Tóth Kálmán "Dobó Katica" c. műve után Hamvas József; Müller, Bp., 1895
- Gaal Mózes: Balassa Bálint, báró, élete és költészete; Stampfel, Pozsony–Bp., 1898 (Nemzetünk nagy költői)
- Martos Ferenc: Balasa Bálint. Történeti színjáték; Lampel, Bp., 1902 (Fővárosi színházak műsora)
- Dormándi László: Sólyommadár. Balassa Bálint regénye; Pantheon, Bp., 1927 (Magyar írások)
- Borisz Breszt: Balassi Bálint. Dévay Miklós deák krónikája Nagyságos gyarmathy Balassi Bálint úr viszontagságos életéről, vitézi tetteiről és hősi haláláról; németből ford. Kócsvay Margit; Magvető, Bp., 1974
- Dancs Vera: Szép szemek áldozatja. Balassi Bálint regényes élete; Dancs Vera, Bp., 1983
- Bálint, nevezetben ki voltál Balassa. Magyar költők versei Balassi Bálintról; összeáll. Kovács Sándor Iván, Praznovszky Mihály, Ambrus András et al.; PIM, Bp., 1994
- Takács Tibor: Aranypávák az asszonyok. Balassi Bálint boldogtalan életéről és haláláról; Zrínyi, Bp., 1994
- Balassi kardtársai. Balassi Bálint-emlékkardos költők antológiája; szerk. Molnár Pál; Kairosz, Bp., 2016
- Benkő László: Balassi Bálint. Az „istentelen” magyar [életrajzi regény];  Családi Könyvklub, Bp., 2020 ISBN 9789638961990

### Balassi-bibliográfiák
- Balassi Bálint, 1554–1594. Bibliográfia; összeáll. Balassi Bálint Nógrád Megyei Könyvtár helyismereti részlege; BBNMK, Salgótarján, 1990
- Balassi Bálint, 1554–1594. Bibliográfia; összeáll. Oroszné Katona Anna; Balassi Bálint Nógrád Megyei Könyvtár; BBMK, Salgótarján, 1990
- Balassi-bibliográfia. Összeáll. Stoll Béla. Balassi Kiadó, Bp., 1994 (Balassi-füzetek, 1.)
- Balassi-bibliográfia 1994–2000. Összeáll. Szentmártoni Szabó Géza: = Irodalomtörténeti Közlemények, CV(2001), 107-127. http://www.itk.iti.mta.hu/megjelent/2001-12/szabo.pdf
- Szentmártoni Szabó Géza: Balassi-bibliográfia (1994. június–2004. május) = Hungarologische Beiträge, 15. Universität Jyväskylä, 2004, 85-116. http://epa.oszk.hu/01300/01368/00002/pdf/09.pdf
- Valentín Balasa – Bálint Balassi. Výberová regionálna bibliografia; összeáll. Elena Matisková; Krajská kniznica Ludovíta Stúra, Zvolen [Zólyom], 2004
- Balassi Bálint és kora. Ajánló bibliográfia; összeáll. Kitka Zsuzsanna; Derkovits Gyula Művelődési Központ és Városi Könyvtár, Tiszaújváros, 2004 (A Derkovits Gyula Művelődési Központ és Városi Könyvtár kiadványai)
- Balassi Bálint Összes versei. Szövgond., jegyz. Kőszeghy Péter és Szentmártoni Szabó Géza. Osiris Kiadó, Bp., 2004 (Diákkönyvtár)
- Balassi Bálint Szép magyar komédia. Szöv. gond., jegyz. Kőszeghy Péter és Szentmártoni Szabó Géza. Osiris Kiadó, Bp., 2004 (Diákkönyvtár)
- Balassi Bálint Összes művei. Sajtó alá rend. és a jegyz. Kőszeghy Péter. Osiris Kiadó, Bp., 2004 (Osiris klasszikusok)
- Balassi Bálint összes költeményei [Sajtó alá rend. Kőszeghy Péter és Szabó Géza, Szépirodalmi Kiadó, Bp., 1986] IntraText Edition CT Copyright Èulogos, 2007. http://www.intratext.com/IXT/HUN0033/_INDEX.HTM

### Róla elnevezett intézmények
- Nevét viseli Magyarország kulturális intézete a Balassi Intézet.
- Több kulturális intézmény és Budapest V. kerületében, az Országháznál egy utca viseli a nevét.
- Az egykori Esztergom vármegye magyarországi területén működő Balassa Bálint Múzeum róla kapta a nevét.
- A XVII. kerületben (Rákoskeresztúr) egy nyolcévfolyamos gimnáziumot neveztek át: Balassi Bálint Nyolcévfolyamos Gimnázium (korábban: Fürst Sándor Gimnázium)
- További róla elnevezett iskolák: Balassi Bálint Gimnázium, Balassa Bálint Gazdasági Szakközépiskola és Szakiskola (Esztergom),[15] Balassi Bálint Magyar Tanítási Nyelvű Alapiskola Ipolynyék
- Az ő nevét viseli a Balassi Bálint-emlékkard, melyet 1997 óta egy arra érdemes magyar költőnek adnak át február 14-én, Bálint napján. 2002-től ez alkalomból egy magyar költők verseit fordító nem magyar költő is megkapja.
- A balassagyarmati négy- és nyolc évfolyamos gimnázium is felvette Balassi Bálint nevét
- Az ő nevét viseli a Balassi Kard Művészeti Alapítvány, amely a Molnár Pál által alapított nemzetközi irodalmi díj, a Balassi Bálint-emlékkard szervezésével és más díjak menedzselésével foglalkozik.
- Az ő nevét viseli a jánossomorjai Balassi Bálint Művelődési Ház is.
- Egerben általános iskola viseli nevét. Balassi Bálint  Általános Iskola. https://balassi-eger.hu/

## Származása
| Balassi Bálint (Zólyom, 1554. okt. 20.– Esztergom, 1594. máj. 30.) költő | Apja: Balassi János (1518–1577) főkapitány | Apai nagyapja: Balassa Ferenc (? –Mohács, 1526. aug. 29.) horvát bán | Apai nagyapai dédapja: Balassi László (1410 körül – 1470 körül)     |
| Balassi Bálint (Zólyom, 1554. okt. 20.– Esztergom, 1594. máj. 30.) költő | Apja: Balassi János (1518–1577) főkapitány | Apai nagyapja: Balassa Ferenc (? –Mohács, 1526. aug. 29.) horvát bán | Apai nagyapai dédanyja: Somosi Fruzsina                             |
| Balassi Bálint (Zólyom, 1554. okt. 20.– Esztergom, 1594. máj. 30.) költő | Apja: Balassi János (1518–1577) főkapitány | Apai nagyanyja: Perényi Orsolya                                      | Apai nagyanyai dédapja: Perényi István (? –1483 körül) tárnokmester |
| Balassi Bálint (Zólyom, 1554. okt. 20.– Esztergom, 1594. máj. 30.) költő | Apja: Balassi János (1518–1577) főkapitány | Apai nagyanyja: Perényi Orsolya                                      | Apai nagyanyai dédanyja: Újlaky Orsolya                             |
| Balassi Bálint (Zólyom, 1554. okt. 20.– Esztergom, 1594. máj. 30.) költő | Anyja: Sulyok Anna (1525 körül –1577)      | Anyai nagyapja: Sulyok Balázs                                        | Anyai nagyapai dédapja: lekcsei Sulyok István                       |
| Balassi Bálint (Zólyom, 1554. okt. 20.– Esztergom, 1594. máj. 30.) költő | Anyja: Sulyok Anna (1525 körül –1577)      | Anyai nagyapja: Sulyok Balázs                                        | Anyai nagyapai dédanyja: enyingi Török Ilona                        |
| Balassi Bálint (Zólyom, 1554. okt. 20.– Esztergom, 1594. máj. 30.) költő | Anyja: Sulyok Anna (1525 körül –1577)      | Anyai nagyanyja: gersei Pethő Erzsébet                               | Anyai nagyanyai dédapja: gersei Pethő Ferenc                        |
| Balassi Bálint (Zólyom, 1554. okt. 20.– Esztergom, 1594. máj. 30.) költő | Anyja: Sulyok Anna (1525 körül –1577)      | Anyai nagyanyja: gersei Pethő Erzsébet                               | Anyai nagyanyai dédanyja: Ráskay Margit                             |

### Balassi-életrajzok
- Eckhardt Sándor: Balassi Bálint. Bp., 1941 (új kiadása: Bp., 2004)
- Eckhardt Sándor: Az ismeretlen Balassi Bálint, Bp., 1943
- Szentmártoni Szabó Géza: Balassi Bálint. = Magyar Géniusz (100 portré a magyar panteonból. Nagy képes millenniumi arcképcsarnok, 2.) Szerk. Rácz Árpád, Rubicon-Könyvek, Bp., 2001, 14-18.
- Kőszeghy Péter: Balassi Bálint = Magyar Művelődéstörténeti Lexikon, középkor és kora újkor, I., főszerk. Kőszeghy Péter, Balassi Kiadó, Bp., 2003, 176-186. (bibliográfiával)
- Életrajzi jegyzet = Balassi Bálint Összes versei, szöveggond., jegyz. Kőszeghy Péter és Szentmártoni Szabó Géza, Osiris Kiadó (Diákkönyvtár), Bp., 2004, 235-240.
- Kőszeghy Péter: Balassi Bálint. Magyar Alkibiadész; Balassi, Bp., 2008
- Kőszeghy Péter: Balassi Bálint. Magyar Amphión; Balassi, Bp., 2014

## Szakirodalom
- Paulikovics Lajos: Balassa Bálint. Irodalomtörténeti elbeszélés; Magyar Hírlap Ny., Bp., 1878
- Endrődi Sándor: Báró Balassa Bálint életrajza; Stampfel, Pozsony–Bp., 1883 (Magyar Helikon)
- Schleiminger Bella: Balassa Bálint; Athenaeum Ny., Bp., 1900
- Richter Ede 1902: Egy episod Balassa Bálint életéből. Századok
- Balassi Bálint élete és költészete. Szemelvényekkel; összeáll. Bán Aladár; Stampfel, Pozsony–Bp., 1903 (Segédkönyvek a magyar nyelv és irodalom tanításához)
- Radvánszky Béla: Balassa és Rimay barátsága; Franklin Ny., Bp., 1904
- Balassa emlékének Liptóvármegye közönsége / Mattyasovszky Lajos: Liptóvármegye vázlatos története / Kossányi Géza: A Tátra vidékén / Pereszlenyi Zoltán: Csakugyan a Balassa-hamvakat temetjük-e?; Löw Ny., Liptószentmiklós, 1906
- Eckhardt Sándor: Balassi Bálint irodalmi mintái; Athenaeum Ny., Bp., 1913
- Waldapfel József: Balassi költeményeinek kronológiája; Pallas, Bp., 1927 (Irodalomtörténeti füzetek)
- Zolnai Béla: Balassi és a platonizmus; Dunántúl Ny., Bp., 1928 (Minerva-könyvtár)
- Zolnai Béla: Körmondat és tiráda. Tanulmány a klasszikus és romantikus stílus kérdéséhez; Dunántúl Ny., Bp., 1929 (Minerva-könyvtár)
- Sáfrány István: Balassa-problémák; Pannonia Ny., Pécs, 1931 (Specimina dissertationum Facultatis Philosophicae Regiae Hungaricae Universitatis Elisabethinae Quinqueecclesiensis)
- Waldapfel József: Balassi, Credulus és az olasz irodalom; Pallas, Bp., 1938 (Irodalomtörténeti füzetek)
- Varjas Béla: Balassa Bálint Istenes énekeinek első kiadása; MNM Országos Széchényi Könyvtár, Bp., 1940 (Az Országos Széchényi Könyvtár kiadványai)
- Kiss Ibolya: Balassa a Tátraalján; Toldy Kör, Pozsony, 1941 (Szlovákiai magyar honismereti könyvtár)
- Eckhardt Sándor: A körmendi Ballasi-emlékek; Egyetemi Ny., Bp., 1943
- Pálmai Kálmán: Balassi Bálint; Egyetemi Ny., Bp., 1954 (Útmutató a Társadalom- és Természettudományi Ismeretterjesztő Társulat előadói számára)
- Eckhardt Sándor: Új fejezetek Balassi Bálint viharos életéből; Akadémiai, Bp., 1957 (Irodalomtörténeti füzetek)
- Dienes András: Bogáncs hadnagy; Magvető, Bp., 1962
- Tóth István: Balassi Bálint és az Árgirus-széphistória, 1-2.; Pécsi Szikra Ny., Pécs, 1972–1973
- Csanda Sándor: Balassi Bálint költészete és a középeurópai szláv reneszánsz stílus; Szépirodalmi, Bp., 1973
- Nemeskürty István: Balassi Bálint; Gondolat, Bp., 1978 (Nagy magyar írók)
- Amedeo Di Francesco: A pásztorjáték szerepe Balassi Bálint költői fejlődésében; Akadémiai, Bp., 1979 (Irodalomtörténeti füzetek)
- Komlovszki Tibor: A Balassi-vers karaktere. Tanulmányok; Balassi, Bp., 1992 (Régi magyar könyvtár. Tanulmányok)
- "Végtelen irgalmú, ó Te nagyhatalmú Isten...". Balassi Bálint, az istenkereső; istenes verseit és prózáját elemzi Barlay Ö. Szabolcs; Barlay Ö. Szabolcs, Bp., 1992
- Balassi Bálint "... örök és maradandó voltáról"; Balassagyarmati Honismereti Kör, Balassagyarmat, 1994
- Wspomnienie o Bálincie Balassim. 1594–1994. Wystawa wedrowna poświecona pamieci renesan, sowego poety wegierskiego Bálinta Balassiego; bev. Praznovszky Mihály; s.n., s.l., 1994 [Petőfi Irodalmi Múzeum, Bp., kiállítási katalógus, lengyelországi kísérőfüzet a vándorkiállítás krakkói bemutatója alkalmából]
- Pirnát Antal: Balassi Bálint poétikája; Balassi, Bp., 1996 (Humanizmus és reformáció)
- Balassi Bálint. Általános és középiskolások számára; összeáll. Hamar Péter; Tóth Könyvkereskedés, Debrecen, 1997 (Nagyjaink)
- Szabics Imre: A trubadúrlíra és Balassi Bálint; Balassi, Bp., 1998
- Jakab László–Bölcskei András: Balassi-szótár; KLTE, Debrecen, 2000
- Székely Júlia: Balassi Bálint énekei és komédiája; Akkord, Bp., 2001 (Talentum műelemzések)
- Móser Zoltán: Nyitom szemem álomra. Balassi Bálint hirtelen élete / Burzliwe życie Bálinta Balassiego; lengyelre ford. Teresa Worowska; Zsámbéki Kastély Üzemeltetési és Szolgáltató Kht., Zsámbék, 2001
- Balassi Bálint és kora; szerk. Csörsz Rumen István et al., Balassi, Bp., 2004
- A végvári dicsőség nyomában. Tanulmányok Balassi Bálintról és koráról; szerk. Kiss Gábor Ferenc, Kruppa Tamás; Belvedere Meridionale, Szeged, 2004 (Belvedere meridionale kiskönyvtár)
- Balassi Bálint nyomában; Szlovák Nemzeti Múzeum–Szlovákiai Magyar Kultúra Múzeuma, Pozsony, 2004
- Leel-Őssy Lóránt–Bárdos István: Az Esztergomi Balassa Bálint Társaság története és részletek a költő életéből; Esztergomi Balassa Bálint Társaság, Esztergom, 2005
- A. Molnár Ferenc: Balassi-kommentárok; DE Magyar Nyelvtudományi Tanszék, Debrecen, 2005 (Nyelvi és művelődéstörténeti adattár. Kiadványok)
- Balassi Bálint emlékkönyv. Balassa Bálint élete és költészete, kortárs grafikai és kárpitművészeti alkotói pályázat és kiállítás. 2004 szeptember 5–október 5. grafika, 2005. szeptember 29–október 30. kárpitművészet; rend. Kontsek Ildikó; Keresztény Múzeum, Esztergom, 2005
- Irányi István: Irodalmi emlékeimből. Krúdy Gyula, Balassi Bálint; szerzői, Balatonfüred, 2007
- Szilasi László: A sas és az apró madarak. Balassi Bálint költői nyelvének utóélete a XVII. század első harmadában; Balassi, Bp., 2008 (Humanizmus és reformáció)
- Ágh István: Fénylő parnasszus. Balassi, Csokonai, Ady; Nap, Bp., 2008 (Magyar esszék)
- Barlay Ö. Szabolcs: Balassi Bálint Istene; Prohászka Baráti Kör, Székesfehérvár, 2009 (Világnézeti figyelő)
- Gömöri György: A rejtőzködő Balassi; Komp-Press–Korunk, Kolozsvár, 2014 (Ariadné könyvek)